# 乙烯基环丙烷重排反应
乙烯基环丙烷重排（英文：vinylcyclopropane rearrangement，或称乙烯基环丙烷-环戊烯重排）是将乙烯基取代的环丙烷变为环戊烯的扩环反应。
实验性与计算性研究表明，乙烯基环丙烷重排反应的机理被认为是双自由基介导的两步过程和/或轨道对称性控制的周环过程，两种机理在具体反应中起的作用主要取决于底物。
由于能用于构建环戊烯环，乙烯基环丙烷重排反应已被用于合成复杂天然产物中的关键步骤。

## 历史
1959年，一位从西北大学毕业的年轻化学博士Norman P. Neureiter，受雇于亨博尔石油公司（现为Exxon），被指派去研究炼油过程中产生的过量丁二烯的新型用途。他与公司内最权威的顾问——耶鲁大学教授William von Eggers Doering讨论了卡宾化学，在其引导下，他们根据两年前发表的一篇二卤卡宾和丁二烯加成反应的研究和Doering之前对二氯卡宾加成反应的研究，将得到的1,1-二氯-2-乙烯基环丙烷加热分解（大于400℃），发现该物质重排为4,4-二氯环戊烯，该反应被认为是世界上第一个乙烯基环丙烷-环戊烯重排反应。
在该报告发表一年后，Emanuel Vogel 和Overberger分别独立报告了相应的全碳乙烯基环丙烷重排反应。虽然Doering仍受雇于亨博尔石油公司，并且作为Neureiter研究的顾问，他依然在1963年发表的一份出版物中提出：“发现乙烯基环丙烷重排为环戊烯的反应要归功于Overberger和Borchert，以及Vogel等人，他们似乎已经独立发现了几个重排的实例。”后续乙烯基环丙烷衍生物的重排反应进展很顺利，如Atkinson和Rees在1967年、Lwowski在1968年和Paladini与Chuche在1971年的研究。
奇特的是，在经典的乙烯基环丙烷重排反应被发现的30年和12年之前，它的两个杂原子衍生物扩环反应就已经被人们所知晓。尽管当时人们认为乙烯基环丙基重排只发生在1922年Nikolay Demyanov通过霍夫曼消除在高温下制备乙烯基环丙烷的过程中，但Cloke在1929年的2-吡咯啉重排反应和Wilson在1947年的2,3-二氢呋喃重排反应都是类似乙烯基环丙烷重排的反应。这两个反应后来被称为 Cloke-Wilson重排反应。

## 机理
关于乙烯基环丙烷重排反应进行的机理，是由双自由基介导的两步过程，还是由轨道对称性控制的协同过程，已经进行了超过半个世纪的讨论。动力学数据及在乙烯基末端观察到的二级同位素效应表明这是一个协同反应，然而产物的空间异构体又表现出分步的双自由基机理。
在1960年代，即该重排被发现后不久，就确定了反应活化能约为50 kcal/mol 。该重排反应的动力学数据与协同反应机理一致，其中环丙基C-C键的断裂是决速步。然而随后发现打开环丙烷中C-C键所需的活化能为63 kcal/mol 比乙烯基环丙烷的活化能高出13 kcal/mol，明显地近似于烯丙基自由基的共振能量。人们于是认识到在加热条件下弱C1-C2键均裂产生双自由基型中间体的可能性。
关于乙烯基环丙烷重排反应究竟是通过完全协同还是两步、非协同的机理的进一步讨论，伍德沃德和罗德·霍夫曼在1969年解释[1,3]-σ迁移反应的烷基转移过程中，以该反应举例进行了详细地讨论。他们假设反应机理是协同的，根据分子轨道对称守恒原理将只能产生某些特定空间结构的产物。他们分析了三个取代基的乙烯基环丙烷重排产物，保留C2构象的C1-C2键向C5的异面[1,3]-迁移和反转C2构象的C1-C2键向C5的同面[1,3]-迁移得到的产物ar和si是对称性允许的。而保留C2构象的C1-C2键向C5的同面[1,3]-迁移和反转C2构象的C1-C2键向C5的异面[1,3]-迁移得到的产物sr和ai是对称性禁阻的。伍德沃德和霍夫曼的分析仅仅基于轨道对称性守恒的原理，而没有进行任何机械性或立体化学的预测。
伍德沃德和霍夫曼的讨论为判断机理是协同或是分步的提供了基础，人们可以通过对反应产物的立体化学模型，观察sr和ai的产物存在便可以判断机理。事实上，找到合适的取代物模型来研究该重排反应产物的立体化学结构比想象中更加困难，因为副反应如同二烯基[1,5]-氢迁移，而热立体变更更是比重排更快地扰乱产物的立体结构差异。
尽管重排反应背后复杂的动力学场景的解卷积很困难，依然有一些关于其动力学和立体化学原始数据的精准、明确的解卷积来支撑立体变更对产物立体空间结构的竞争性影响。
从而确定了乙烯基环丙烷重排反应四种途径的反应速率常数：
数据上可以看出，产物结构的分布受底物影响。反式乙烯基环丙烷倾向于产生对称性允许的ar和si型产物，支持协同机理。顺式乙烯基环丙烷则倾向于产生对称性禁阻的ai和sr产物，自由基机理更占上风。从数据中也可以看到取代基对立体化学的影响，有增加自由基稳定性的取代基不仅降低了重排反应活化能，而且相对于环戊烯形成的速率，最初产生的双自由基物质的重新闭合变得更慢，进而导致了总体上更协同的机理和更少的立体变更影响。在所有情况中，都产生了四种产物，证明两种机理可能并行存在。

## 发展
乙烯基环丙烷重排作为一种实用有机合成方法而言，最大的缺点是反应的高活化能垒导致其需要非常高的反应温度（约500-600℃）。在如此高温下，不仅会产生许多副反应（如[1,5]-氢迁移），还严格限制了底物中可以存在的官能团。为了使该反应能用于天然产物合成，必须对该反应本身进行改进。
以下列出在特定环境中有更温和反应条件的方法：
Corey小组在1972年首次尝试以乙烯基环丙烷重排作为一种合成方法进行改进。他们发现当环丙烷中含有二硫己环时，反应所需的温度会显著降低。虽然二硫己环取代乙烯基环丙烷底物需要从对应的1,3-二烯开始两步合成，该方法已被证明可以用于合成取代环戊烯，重排产物容易转化为环戊烯酮。
一年后，Simpson等人使用简单的甲氧基取代乙烯基环丙烷在220℃完成了重排，并且拥有更快的反应速率。
在1970年代中期，Barry M. Trost的小组取得了重要的进展，他们发现硅氧烷基乙烯基环丙烷及相似的苯基乙烯环丙烷基硫醚可以用于构建环戊烯结构，这些反应依然需要超过300℃的反应温度。
Paquette等人证明了乙烯基环丙烷的重排可以通过光化学途径进行。
Hudlicky和Brown证明了该重排反应可以使用过渡金属催化剂，使用Rh(I)-乙酰丙酮催化剂使反应温度进一步降低到了20-80℃。
1980年，Danheiser提出了一种由烷氧基阴离子加速的反应，类似Cope重排的乙烯基环丙烷重排反应。
1988年，Larsen报告了一种在-78℃的低温下进行乙烯基环丙烷重排的研究。该反应的底物是在碱性条件下通过硫代羰基Diels-Alder反应加合产物的原位上产生的，这种方法发生的重排反应可以高空间选择性的构建多种官能团。
Hudlicky小组报告了另一种低温乙烯基环丙烷重排反应，这种方法可以用于合成各种桥环化合物。

## 全合成
戊环是天然产物中普遍存在的结构，基于Diels-Alder反应可以通过简单原料来构建复杂的己环框架，而戊环的结构上的“不协调性”限制了通过该反应一步构建骨架。在1960年代的乙烯基环丙烷重排发现后，其作为构建天然产物中环戊烯支架的方法在后续70年代得到了改进，至80年代第一个利用乙烯基环丙烷重排的全合成出现，以Barry M. Trost、Elias J. Corey、Thomas Hudlicky和Leo A. Paquette为代表的天然产物合成方法开始被报道。

### 合成艾菲地可宁
在1979年，Trost报道了乙烯基环丙烷重排合成艾菲地可宁的研究。在其中一步中，他们将硅氧烷基取代的乙烯基环丙烷结构通过真空闪热解转化为环戊烯结构。

### 合成客烯
Piers在早期合成(±)-客烯时使用了该重排反应，这是客烯醇的前体，后者是香根草精油的主要成分。

### 合成Hirsutene和Isocomene
Hudlicky是推动乙烯基环丙烷重排作为天然产物合成方法的关键人物之一，他从结构相似的前体出发，同时利用该反应合成了线型和角型的三奎烷，依次成功合成了毛钩藤烯和无舌黄菀烯。

### 合成α-Vetispirene
Paquette在1982年使用乙烯基环丙烷重排反应构建了具有岩兰烷结构的螺[4,5]癸三烯天然产物α-Vetispirene，这是一种天然倍半萜化合物，也是香根草油的成分之一。

### 合成Antheridiogen-An
E. J. Corey与他的学生Andrew G. Myers在1985年发表了令人印象深刻的合成，他们在合成后期使用路易斯酸介导的乙烯基环丙烷重排合成了Antheridiogen-An。

### 合成生物素和氯吡格雷
Njardarson等人用铜催化的乙烯基噻丙环重排合成生物素的四氢噻吩核心和氯吡格雷的噻吩核心。

### 合成Salviasperanol
Majetich等人利用三氟乙酸或溴化镁等路易斯酸介导的重排反应合成了Salviasperanol。

## 备注
1. ↑  thermal stereomutation或作热立体突变
2. ↑  zizaene,khusimene
3. ↑  triquinane,polycyclopentanoid或译作三元戊环
4. ↑  hirsutene
5. ↑  isocomene